# Rhaphidophora versteegii
Rhaphidophora versteegii är en kallaväxtart som beskrevs av Adolf Engler och Kurt Krause. Rhaphidophora versteegii ingår i släktet Rhaphidophora och familjen kallaväxter. Inga underarter finns listade.